# Ectropis susceptaria
Ectropis susceptaria är en fjärilsart som beskrevs av Walker 1866. Ectropis susceptaria ingår i släktet Ectropis och familjen mätare. Inga underarter finns listade i Catalogue of Life.